# Yemen en los Juegos Olímpicos
Yemen en los Juegos Olímpicos está representado por el Comité Olímpico de Yemen, creado en 1971 y reconocido por el Comité Olímpico Internacional en 1981.
Ha participado en nueve ediciones de los Juegos Olímpicos de Verano, su primera presencia tuvo lugar en Barcelona 1992. El país no ha obtenido ninguna medalla en las ediciones de verano.
En los Juegos Olímpicos de Invierno Yemen no ha participado en ninguna edición.

## Medallero

### Por edición
Juegos Olímpicos de Verano
| Evento              | Oro | Plata | Bronce | Total |
| ------------------- | --- | ----- | ------ | ----- |
| Barcelona 1992      | 0   | 0     | 0      | 0     |
| Atlanta 1996        | 0   | 0     | 0      | 0     |
| Sídney 2000         | 0   | 0     | 0      | 0     |
| Atenas 2004         | 0   | 0     | 0      | 0     |
| Pekín 2008          | 0   | 0     | 0      | 0     |
| Londres 2012        | 0   | 0     | 0      | 0     |
| Río de Janeiro 2016 | 0   | 0     | 0      | 0     |
| Tokio 2020          | 0   | 0     | 0      | 0     |
| París 2024          | 0   | 0     | 0      | 0     |
| TOTAL               | 0   | 0     | 0      | 0     |